# Ulrich Faure
Ulrich Faure (* 1954 in Halle (Saale)) ist ein deutscher Redakteur, Publizist, Lektor, Übersetzer und Herausgeber.
Faure ist Online-Chefredakteur beim Branchenmagazin BuchMarkt; außerdem betätigt er sich als Publizist, Lektor und Herausgeber. 1992 erschien seine Geschichte des Malik-Verlags. Außerdem legte er zahlreiche Herausgaben zu literarischen und literaturhistorischen Themen vor, zuletzt war er Mitherausgeber der Edition der Briefe von Albert Vigoleis Thelen (Meine Heimat bin ich selbst). Er übersetzt ferner aus dem Niederländischen, u. a. Werke von Rob van Essen, Detlev van Heest und Simon Carmiggelt. Faure ist Mitgründer des PEN Berlin. Er lebt in Düsseldorf.

## Publikationen (Auswahl)
Als Autor
- Im Knotenpunkt des Weltverkehrs. Herzfelde, Heartfield, Grosz und der Malik-Verlag 1916–1947. Berlin, Weimar, Aufbau-Verlag, 1992. ISBN 3-351-02400-2.
- Hans Meisel und Ulrich Faure: Torstenson. Entstehung einer Diktatur. Roman. Weidle, 2004. ISBN 978-3-931135-78-2
- Verpatzte Selbstmorde: Ein literarischer Streifzug. Frankfurt am Main: Fischer Taschenbuch Verlag 2006. ISBN 3-596-17107-5

Als Herausgeber
- Die Brille des Autors: Eine literarische Anthologie zur Brille. Frankfurt am Main: Dielmann, 1996. ISBN 3-929232-30-8.
- Wieland Herzfelde; Faure, Ulrich (Hrsg.): Tagebuch eines Laien. Meran 30./31. März und 25. April 1926. Mit unveröffentlichten Briefen und Dokumenten. Assenheim, BrennGlas-Verl., 1996. ISBN 3-924243-24-7.
- Thomas Schwab / Ulrich Faure (Hrsg.): Antenne im Riff. Literarische Spektrum von Mauritius. Frankfurt am Main, Axel Dielmann, 1998. ISBN 3-929232-70-7.
- Faure, Ulrich [Red.] und Friedrich Heinz: Das Taschenbuch-Lexikon : über 150 Stichwörter rund ums Taschenbuch. hrsg. von der Arbeitsgruppe Taschenbuchverlage. [Red.: Ulrich Faure]. Frankfurt am Main: Verl. der Buchhändler-Vereinigung, 1998. ISBN 3-7657-2101-8.
- Nikolai de Treskow, Uschi Heusel und Ulrich Faure: Rupert von Regenstein : eine mittelalterliche Geschichte. Gladenbach: Ritschel, 1998. ISBN 3-931929-10-8.
- Albert Vigoleis Thelen: Meine Heimat bin ich selbst. Briefe 1929–1953 (2010, zus. mit Jürgen Pütz). Köln: DuMont Buchverlag, 2010. ISBN 978-3-8321-9559-5.

Als Übersetzer
- Thomas Heerma van Voss: Stern geht. Roman. Aus dem Niederländischen von Ulrich Faure. Frankfurt am Main: Schöffling & Co., 2016. ISBN 978-3-89561-207-7
- Simon Carmiggelt: Kronkels: Über Katz und Hund. Hrsg. und aus dem Niederländischen von Ulrich Faure und Frederike Zindler. Zürich: Unionsverlag, 2016. ISBN 3-293-00508-X
- Detlev van Heest: Junglaub. Jahre in Japan. Aus dem Niederländischen von Gerd Busse und Ulrich Faure. Verbrecher Verlag, Berlin 2016, ISBN 978-3-95732-158-9.
- Rob van Essen: Der gute Sohn. Roman. Aus dem Niederländischen von Ulrich Faure. homunculus verlag, Erlangen 2020, ISBN 978-3-946120-63-6.